# Leventochóri
Leventochóri är en ort i Grekland.   Den ligger i prefekturen Nomós Kilkís och regionen Mellersta Makedonien, i den norra delen av landet, 300 km norr om huvudstaden Aten. Leventochóri ligger 157 meter över havet och antalet invånare är 301.
Terrängen runt Leventochóri är huvudsakligen platt, men norrut är den kuperad. Runt Leventochóri är det ganska tätbefolkat, med 58 invånare per kvadratkilometer. Närmaste större samhälle är Kilkis, 6,4 km nordost om Leventochóri. Trakten runt Leventochóri består till största delen av jordbruksmark.